# Ivan Drač
Ivan Fedorovyč Drač (17. října 1936 Telžyncy, Bilocerkevský rajón – 19. června 2018 Kyjev) byl ukrajinský básník, filolog, učitel, novinář, scenárista, dramatik, aktivní účastník literárního obrození Šedesátníci, veřejný činitel a zastánce suverenity Ukrajiny, po roce 1989 první předseda strany Ruch, poslanec Ukrajinského Parlamentu, doktor honoris causa a čestný profesor Kyjevské univerzity, nositel titulu Hrdina Ukrajiny (2006), oceněný Státní cenou Tarase Ševčenka, Řádem knížete Jaroslava Moudrého, Státní cenou SSSR.

## Život
Ivan Drač pocházel z rodiny zemědělského dělníka na státním statku v Telžyncy. Základní a střední vzdělání získal ve škole v Tetijyvu a poté učil ruštinu na venkovské škole v Dzenvjače a působil jako Komsomolský instruktor v strojní a traktorové stanici. Psal básně a již roku 1951, když byl v 7. třídě základní školy, jednu otiskli v lokálních novinách. V letech 1955-1958 vykonával vojenskou službu. Po demobilizaci studoval na Filologické fakultě Kyjevské univerzity, ale byl vyloučen pro své politické názory. Od roku 1959 byl členem komunistické strany. Ve studiu pokračoval od roku 1961 večerně a nastoupil jako redaktor v novinách "Literární Ukrajina". Dva roky studoval scenáristiku v Moskvě (1964) a poté pracoval v kyjevském filmovém studiu Olexandra Dovženka a v redakcích časopisů Вітчизна a Literární Ukraina.
Od roku 1959 byl členem literárního studia Vasyla Šumaka a klubu kreativní mládeže Sovremennyk v Kyjevě, kde se formovala celá generace Šedesátníků. Seznámil se zde s pozdějšími disidenty a napsal básně, které byly kritické k sovětskému režimu. Drač byl považován za výjimečného básníka své generace, který počátkem 60. let vyvolal v poezii revoluci. Netajil se svými politickými názory a otevřeně podporoval své přátele, mezi něž patřil Vjačeslav Čornovil, Mychajlo Osadčyj, Bohdan a Mychajlo Horyn, ad. V té době se vyhrotil spor se starší generací spisovatelů, obviňované z konformismu a tvůrčí impotence. Ivan Drač tehdy napsal "Ódu na čestného zbabělce" («Ода чесному боягузові»). Roku 1961 vyšlo v časopisu Literarna gazeta jeho drama "Nůž ve slunci" (Ніж у сонці), které vyvolalo zájem odborné kritiky. Od roku 1962 byl členem Svazu spisovatelů Ukrajiny a získal status oficiálního umělce.
Během represí komunistického aparátu proti "formalistům" a "abstrakcionistům" a po vlně zatýkání, která ukončila částečné uvolnění z počátku 60. let, si Drač uchoval autoritu a mohl i nadále publikovat. Pod tlakem stranických orgánů roku 1966 se od disidentů distancoval a kapituloval, dopisem se přihlásil ke své odpovědnosti jako komunista a do perestrojky přerušil styky s disentem.
V letech 1962-1988 vycházely jeho sbírky: "Slunečnice„ (1962), “Proměny srdce„ (1965), “Balady všedního dne„ (1967), “K pramenům„ (1972), “Kořen a koruna„ (1974), “Kyjevské nebe„ (1976), "Slunce a slovo" (1979), "Americký zápisník" (1980), “Šavle a kapesník„ (1981), “Dramatické básně„ (1982), "Kyjevský amulet" (1983)‚ "Teližynci" (1985), “Černobylská madona„ (1987), “Chrám slunce" (1988), "List kaliny" (1990), "Oheň z popele" (1995).
Roku 1966 kritizoval Ústřední výbor komunistické strany Ukrajiny z ideologických hledisek Dračův scénář k filmu "Studna pro žíznící" (režie J. Iljenko). Film zůstal v trezoru a do distribuce se dostal až roku 1987. Drač napsal scénáře i dalším filmům, např. "Kamenný kříž" (podle povídky V. Stefanyka) a "Přicházím za tebou" (inspirovaný životem Lesji Ukrajinky),, "Ztracený diplom" (podle Gogola), "Tajemství Čingischána" (dle divadelní hry), "Večery na statku u Dinanivky" (podle Gogola). Byl autorem nebo spoluautorem celkem 12 filmových scénářů.
Roku 1976 Drač obdržel Státní cenu USSR za sbírku "Kořen a koruna" (1974) a roku 1983 Státní cenu SSSR za literaturu za sbírku básní přeložených do ruštiny "Zelená vrata" (1980). Roku 1996 dostal Řád knížete Jaroslava Moudrého a roku 2006 mu bylo uděleno vyznamenání Hrdina Ukrajiny.
Počátkem perestrojky, jako předseda kyjevské organizace Svazu spisovatelů, projevil roku 1986 do té doby neobvyklou odvahu a jako první veřejně připomenul tragický hladomor na Ukrajině v letech 1932-1933. Roku 1988 svou poémou "Černobylská madona" reflektoval černobylskou katastrofu. Od roku 1989 se již plně věnoval politické práci a ovlivňoval dění ve společnosti. Spolu s Vjačeslavem Čornovilem a Mychajlo Horynem založil první nezávislou politickou stranu Lidové hnutí Ukrajiny. V září 1989 byl na prvním kongresu Lidového hnutí Ukrajiny (Ruch) zvolen předsedou. V letech 1989-1992 byl předsedou Národního shromáždění Ukrajiny. Na jaře 1990 byl zvolen poslancem Ukrajinského parlamentu (Verchovna rada).

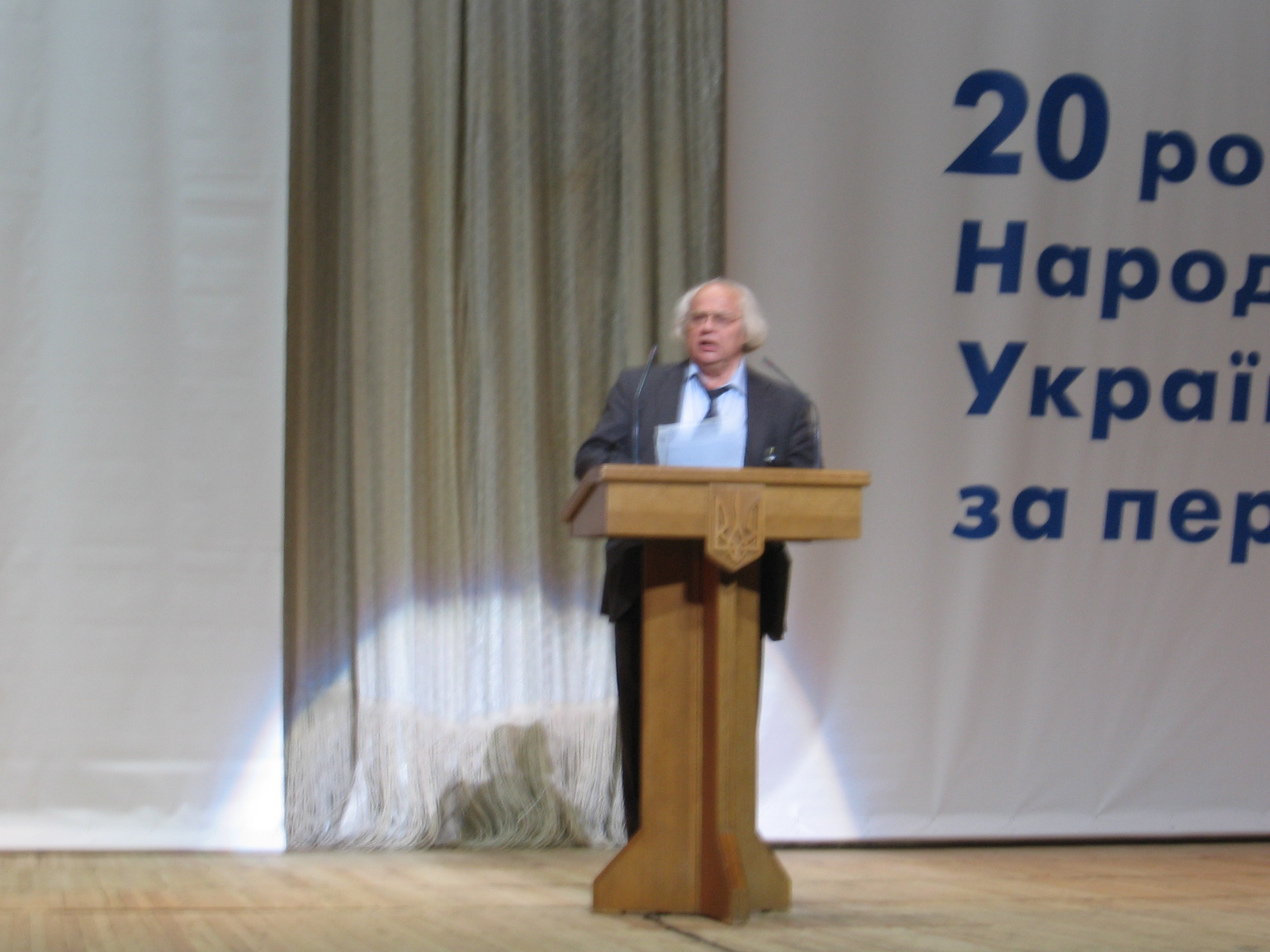
Ivan Drač na výročním sjezdu strany Ruch roku 2009

Od roku 1992 byl ředitelem veřejné organizace Ukraine-World, která spolupracuje s Ukrajinci žijícími v zahraničí a nahradila Ukrajinskou organizaci přátelství a kulturní výměny se zahraničím z doby sovětského režimu. Od roku 1995 do roku 2018 byl předsedou Kongresu ukrajinské inteligence.
Kandidoval znovu v parlamentních volbách a byl opakovaně zvolen poslancem Parlamentu roku 1998 a 2002. V letech 2000-2002 byl předsedou Státní komise pro informační politiku, radio a televizi. Věnoval se podpoře ukrajinského jazyka, stanovil povinné kvóty pro vysílání v ukrajinštině a daňové úlevy pro vydavatele. Od roku 2014 byl předsedou komise, která vybírala Ukrajinskou knihu roku.
Zemřel 19. června 2018 na kyjevské plicní klinice po delší nemoci a byl pohřben ve své rodné obci.

### Ocenění
- 1976 Státní cena Ukrajiny (Cena Tarase Ševčenka)
- 1983 Státní cena SSSR
- 1991 Cena Antonovič Foundation
- 1996, 2001, 2011 Řád knížete Jaroslava Moudrého 5., 4. a 3. stupně
- 2006 Hrdina Ukrajiny
- 2011 Jubilejní medaile prezidenta Ukrajiny k 20. výročí nezávislosti[4]

### Ostatní
- Televizní film R. Yefimenko: "Ivan Drach. Credo" (1990)
- Ulice Ivana Drače ve městech Kyjev, Ivano-Frankivsk, Izmajil, Kovel